# 眠り (ニールセン)

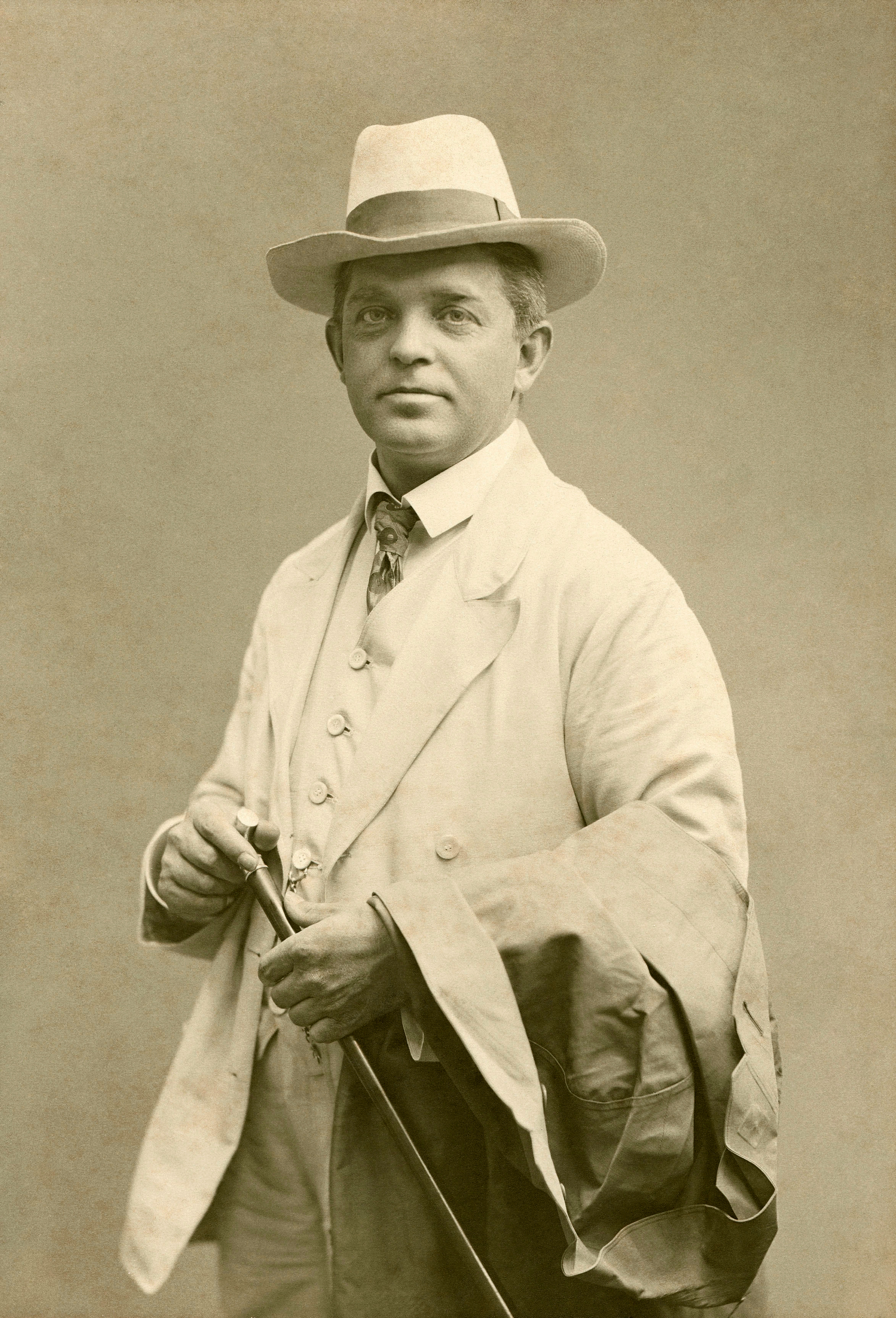
カール・ニールセン 1908年頃

『眠り』（デンマーク語: Søvnen） 作品18は、カール・ニールセンが作曲した合唱曲。大規模合唱作品としては2作目となる。初演は1905年3月21日にコペンハーゲンの音楽協会で作曲者自身の指揮により行われた。

## 概要
本作作曲の着想は1903年のはじめに序曲『ヘリオス』完成直後に赴いたアテネで得られた。彼はユリウス・レーマンに本作のテクストを書く気がないか尋ねたが、レーマンはこれを断っている。その結果、彼は自らテクストを書き始めた。まだあまり書き進めないうちに、作品の構想は穏やかな夢が悪夢へと変化を遂げるというものになった。「眠りの息子、夢、そしてその姉妹、夢の姉妹が次々に眠たげに起き上がってくる。香りのよい樹のてっぺんの下に繋がれた彼らは、はじめ気だるげに、次いで注意深く頭を持ち上げて正面を見る（中略）全世界が揺れて全てが爆発しそうにみえる。殺人と血を求めて叫ぶ声もある。」
しかし、ニールセンは作品を書き進めるのに苦労する。1903年11月26日、友人のヘンレク・クヌスンへ宛てた手紙では次のような説明をしている。「今日、『眠り』の仕事を開始しました。実にいい時にはじめましたよ。明日は11月28日で『サウルとダヴィデ』が初演されてからちょうど1年となり、この間全体で生み出すことが出来たのはヘリオス序曲だけなのです。」スヴェン・ゴスケ＝ニールセンは記憶をたどり、ニールセンが「『Sænk kun dit Hoved, du Blomst』の詩に美しい旋律をどうにか書いた」際に、彼がいかにその困難から逃れようとしていた様子だったかを語っている。1903年12月8日にその歌曲へテクストを著したヨハネス・ヤアアンスンは『眠り』のテクストも執筆しているが、両者がどれだけ密接に関連しているのかは明らかになっていない。
1903年7月25日付、ヨハネス・ヤアアンスン宛の書簡においてニールセンは以下の解説を行っている。
私は音楽の中に眠りを描写したいと思います、夢の栄光に対する賛歌のようなものです。眠りは全ての傷を癒し、あらゆる問題を緩和します。生きとし生ける全ての生物にとって最大の幸福であり、しっかりとした触知可能なものは何もないが全てが長い、黄金の永遠に沿って流れていくような至福の状態です。眠りには良いもの悪いもの両方の夢がありますが、各々の場所に戻っていかねばなりません。というのも、夢は妨げられることはあるかもしれないですが、命を奪われることはないからです。（マクベス）
従ってこれは3部からなる一種の詩なのかもしれません。だが恐れることなかれ、各部には多くの語句や行を置く必要はありません。なぜなら音楽には他の芸術とは異なり、必要ならばいつでも速度を緩めたり速めたりする機能が備わっているからです。詩的でないとか詩的な扱いには適切でないとお考えかもしれません。ですが、親愛なる友人よ、これはこの上なく音楽として詩的であると私が保証しますから、あなたができることは何でもやってください。
私は自分に才能があったらと願っています。ですが、もし私が自力で詩を書き作品を形作る立場にいたのだとしたら、私がこれまでに書き上げたものを説明することをお許しください。私がそうする能力を少しも持ち合わせていないことは認識しているのですが。明らかに貴方が真剣に捉えすぎてはいけないような生の素材に過ぎませんが、これらは私が進みたい方向性を伝えてくれるでしょう。ご提案しますのは:
I. 静かに夢のように、雲が西へと消えていく。
それはふわりと地球の暗い曲面の下側へと落ちていく
そして太陽の最後の暗い赤さが仄めく
接吻 - 長く、たなびく影の間で -
緑の蛾が大樹や石の上に
そしてすべてのものが開かれて長く息をし
陳腐な笑顔の争いの中に深く
香木、マナと喜びのために。
II. しかし、遠くの地平線から出て
来るは
- 至福の夢
- 邪悪な夢
- 恐怖の夢
救いを!
III. 偉大なる探求好きのヒトの目
下の2つが2つの
その柔らかく鈍く思い瞼により
そして眠れる萼（がく）のように閉じられる
それは太陽の明るいあかね色の明かりを飲み込んだのだ
夢の一日
そして夢の柔らかく広い水が
全世界に広がる:
また、すると最後の長いまどろみへの視線もあるのでしょうか。
だから、親愛なるジョン・ヤアアンスン:
I. 眠りの喜びを表すなにがしかの言葉
II. 眠りを妨げる何か
III. 死のほのめかしかもしれない最初の雰囲気。
もし貴方がこれをやってくれるとしたら、私は貴方のために何をお返しできるのかわかりません。報酬に加えて私の感謝と友好関係が間違いなく寄与するので、必ず後悔はさせません。私の妻からの心からの挨拶をお受け取りください。我々は貴方と奥方にギリシアについて伝え、ローマや多くの素晴らしい場所にについて話をしなければならないのだから、近いうちにお二人に会えることを楽しみにしていると貴方へ書き送るよう妻が私に申しております。
しかし数日後、ニールセンがヤアアンスンに宛てた2通目の書簡では、彼がヤアアンスンの最初の取り組みを前向きにとらえていないことが表明されている。彼は独唱者のための作曲と合唱のための作曲には大きな違いがあることを説明せねばならなかった。必要なのは数行だけ、グロリアやクレドのような古い教会音楽と同じようなものだと述べている。ヤアアンスンは気分を害した様子もなく、1903年11月21日にはニールセンの楽曲の下敷きとするのにより適したテクストを新たに提供した。ただし、ニールセンはこれにさらに数か所の変更を加えた。
カンタータの草稿には1904年11月10日の日付、浄書には1904年11月27日の日付が書き入れられている。

## 評価
初演に向けたリハーサルの期間中、ニールセンは自信をもって妻のアネ・マリーイにこう書き送っている。「本作はこれまでで最も注目すべき、そして考え抜かれた作品となると考えており、したいことを表現するにあたってはこの上なく成功していると思う。」1905年3月21日に音楽協会で行われた初演の評判は、しかし、そこまで前向きなものではなかった。『Dannebrog』の評は次のようなものだった。「再びこの作品で多分に見出されるのは、この才能豊かな作曲家に特徴的な耳障りな音響効果の重ね合わせを積み重ねる、奇妙で、気取った、決然とした性向である。とはいっても、これらの方法論は詩文の言葉と傾向によってある程度は正当化されよう。大変な美しさを示し出し、効果的にその他の至福を描く導入部の後から、『平穏と暗闇の中を流れる巨大で静かな河川群の側にいるような』、作曲者は夜の恐怖への大変に個性的な推移を設けている。それは恐ろしい妄想へと成長し、死の恐怖からくる叫びへと至る有害な幻影である。この成長は相当量の劇的な力でもって達成されており、作曲者は意図した目標に確かに到達している。最後の部分は短縮するべきである。強い緊張の後にくる、導入部の語句と雰囲気を再現する長い終結部にはかなり疲弊させられる。合唱と管弦楽はこの興味深い新作を立派に演奏し、自ら指揮を執ったカール・ニールセン氏は拍手の嵐と数度のカーテンコールにより称賛を浴びた。」
『Socialdemokraten』は、本作が「音楽的詩歌として奇妙で空気のような作品」であると述べる一方、「前奏の温和な弦楽器のテクスチュアと、素晴らしい眠りの平安へとなだめ降りていく最初の合唱の詩の連」の美しさを取り上げている。『Dagens Nyheder』は、作曲者が「実際のところ自らの音楽を耳障りなものにしたかったかのようだ」と述べるに至っているが、『Københavns Adresseavis』は「作曲者が音楽で完全なる写実的表現を見出そうと努力したことは、彼の独自性への偏向と相まって、彼を歪みの混沌、不協和な音の組み合わせへと導いた」と論じている。しかし『Vort Land』はニールセンの意図を解していたようである。「この音楽にはあらゆる名誉が与えられるべきだ。なぜなら独立への衝動と決然たる誠実さをともに証明しているからである。さらにこの合唱作品は真の芸術家の心から生まれたが故に、その根底に前進のみできる、身震いする信頼性を有している。」
続いて1905年11月12日にニールセンの指揮により演奏された際には、『Socialdemokraten』は本作を指して「カール・ニールセン屈指の美しい作品」と呼んだが、『Politiken』に記事を書いたチャーレス・ケアウルフは遥かに手厳しかった。「この点に関する作曲者への最も厳しい非難は『眠り』の中央、悪夢を描く部分にある。合唱が出すことすらできないファルセットの音による、これ以上なく粗野な狩にこのロバは乗って進む。どの瞬間にも誰かが音程を間違えているのだが、そんなことでは結果は大きく変わらない。そうした時間が続く間、誰よりもデンマーク音楽を愛しているつもりの人間でさえカール・ニールセンと彼の全作品はこれっきりにしてまいそうになるのである。」
1918年2月11日、約13年後の再演時に『Dagbladet』は次のように書き立てた。「『眠り』はカール・ニールセンの想像力が今日見出した、より一層自由度が高くより個人的な表現に慣れ親しんだ人々には、おそらくかなり当たり障りなく聞こえるだろう。やはり、本作は文書庫から発掘されたことが喜ばれるような、美しく心に訴えかけてくる作品である。」

## 楽曲構成
本作は3つの楽章から構成される。作曲者によるブラームス風の至福の様式がみられる両端楽章では、不安のない柔和で落ち着いた眠りが描写される。この幸福感は中間楽章と対照をなし、そこでは不気味な秘密裏に行われる儀式が悪夢の恐怖を明らかにする。悪夢は閉所恐怖症、それ以外の捕らわれる恐怖や深い割れ目に転落する恐怖と関連している。カンタータは呟くような高まりをもって終結する。本作、とりわけ悪夢の箇所にはニールセンがマックス・レーガーを研究した成果が色濃く表れている。